# Hermod (schip, 1978)

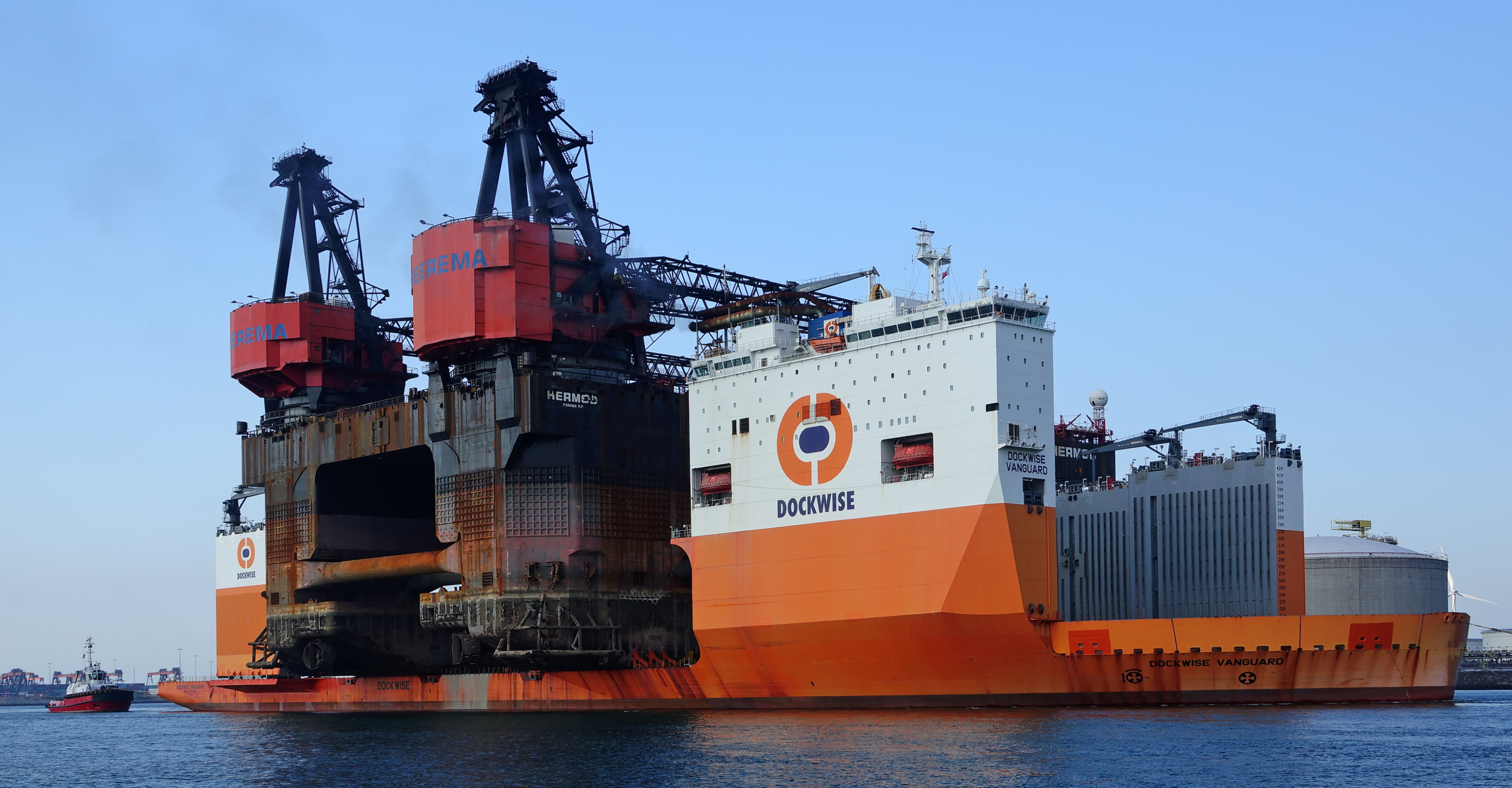
De Hermod op de Dockwise Vanguard

De Hermod was een half-afzinkbaar kraanschip van Heerema Marine Contractors uit Leiden. Het werd in 1978 gebouwd door Mitsui Engineering & Shipbuilding in Japan. De Hermod was vernoemd naar de Noorse god Hermod, broer van Baldr (Balder). Balder is ook de naam van het zusterschip van de Hermod.
Op 23 september 2017 vertrok het van de Tweede Maasvlakte op de Dockwise Vanguard naar Zhoushan waar het door Zhoushan Changhong International Ship Recycling gesloopt en hergebruikt wordt.

## Specificaties
De Hermod had twee kranen, stuurboord 4500 ton en bakboord 3600 ton. Het bestond uit twee pontons met elk drie kolommen. De vaardiepgang was ± 11 meter. Tijdens hijswerkzaamheden werd er normaal gesproken naar 25 meter geballast. Op deze manier lagen de pontons met een diepgang van 12 meter ruim onder water om het effect van deining en zeegang te verminderen.
Op de werklocatie werd het schip uitgeankerd met 12 ankers, normaal gesproken van het type Flipper Delta van 22,5 ton.

## Projecten
De eerste opdracht was het plaatsen van het Piper Alpha-platform. In 1984 installeerde de Hermod samen met de Balder het eerste tension-leg platform (TLP), Hutton. In 1992 werden de fundatiepalen voor Auger – de eerste TLP in de Golf van Mexico – geïnstalleerd door de Hermod. Voor de compliant tower van Tombua Landana werden in 2008 fundatiepalen met een lengte van 190 meter, een diameter van 2,7 meter en een gewicht van 850 ton geplaatst, toen de zwaarste ooit. In 2008-09 werd met de ontmanteling van North West Hutton het eerste grote platform op de Noordzee ontmanteld.
In 1993 werd voor de NAM een dek gezet op F3-FB van 6003 ton. In 1997 woog het White Tiger-dek in Vietnam van Vietsovpetro 6241 ton. In 2010 volgde de zwaarste hijs door de Hermod ooit, het WHP-B-dek voor Peregrino met 6287 ton.